# Entomoplasmataceae
Entomoplasmataceae è una famiglia di batteri appartenente all'ordine Entomoplasmatales.